# Strongylocentrotus pallidus
Strongylocentrotus pallidus är en sjöborreart som först beskrevs av Georg Ossian Sars 1871.  Strongylocentrotus pallidus ingår i släktet Strongylocentrotus och familjen tistelsjöborrar. Arten har ej påträffats i Sverige. Inga underarter finns listade i Catalogue of Life.